# Léon Delvosalle
Léon Delvosalle, né à Forest le 30 août 1915 et mort dans la même commune le 1er décembre 2012 , est un médecin belge et botaniste amateur, connu principalement pour sa contribution à l'étude de la flore belge.
Il s’est consacré durant plus de 40 ans à la cartographie floristique de la Belgique et du Nord de la France. Il a reçu le Prix Emiel Van Rompaey pour la botanique le 30 novembre 2011.

## Œuvres
- Atlas de la Flore Belge et Luxembourgeoise (1972 & 1979)
- Commentaires (1978)
- Atlas Floristique IFFB - France NW.N et NE. Belgique-Luxembourg, Ptéridophytes et Spermatophytes (2010)
- Nouvelle flore de la Belgique, du Grand-Duché de Luxembourg, du nord de la France et des régions voisines (1973, 1978, 1983, 1992 et 2004), puis collaborateur à la dernière édition (2012).

Ses herbiers sont conservés au Jardin botanique national de Belgique.